# Rosey Fletcher
Gabrielle Rose "Rosey" Fletcher  (Anchorage, Alasca, 30 de novembro de 1975) é uma snowboarder norte-americana. Fletcher foi medalhista de bronze do slalom gigante paralelo nos Jogos Olímpicos de Inverno de 2006 em Turim.